# Карлштат
Карлштат (њем. Karlstadt) град је у њемачкој савезној држави Баварска. Једно је од 40 општинских средишта округа Мајна-Шпесарт. Према процјени из 2010. у граду је живјело 14.948 становника. Посједује регионалну шифру (AGS) 9677148.

## Географски и демографски подаци
Карлштат се налази у савезној држави Баварска у округу Мајна-Шпесарт. Град се налази на надморској висини од 163 метра. Површина општине износи 98,2 km². У самом граду је, према процјени из 2010. године, живјело 14.948 становника. Просјечна густина становништва износи 152 становника/km².

## Међународна сарадња
| Мјесто         | Држава               | Врста сарадње | Од    |
| -------------- | -------------------- | ------------- | ----- |
| Милбах об гајс | Италија              | партнерство   | 1978. |
| Какфилд        | Уједињено Краљевство | партнерство   | 1997. |
|                | Француска            | партнерство   | 1970. |
| Извор          |                      |               |       |